# Winnipeg Free Press
Winnipeg Free Press – kanadyjski dziennik. Jego pierwszy numer ukazał się w 1872 roku.
Właścicielem czasopisma jest FP Canadian Newspapers Limited Partnership.